# Dummare än tåget

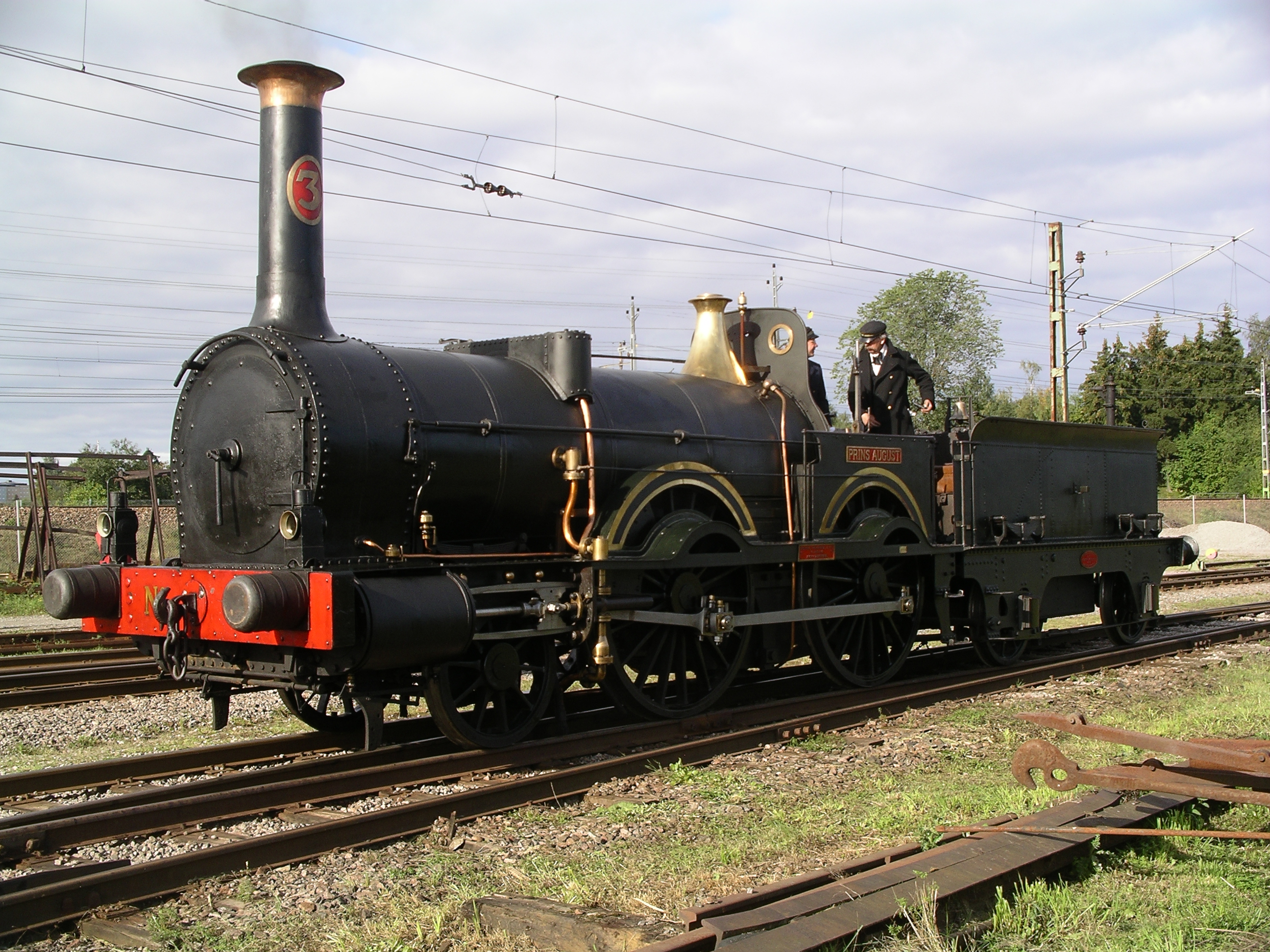
Loket Prins August som uttrycket refererar till.

Dummare än tåget är ett språkligt uttryck som används som förklenande beskrivning av någon annans (brist på) begåvning.
Uttrycket kopplas ihop med Oscar I:s femte och yngsta barn, Prins August (1831-1873) som ansågs obegåvad, och som enligt traditionen skall ha givit namn åt det tidiga svenska ångloket Prins August. Enligt Sveriges Järnvägsmuseum finns det dock inga belägg för detta, utan uttrycket "dummare än tåget" skall härröra från 1920-talet.